# Protea repens

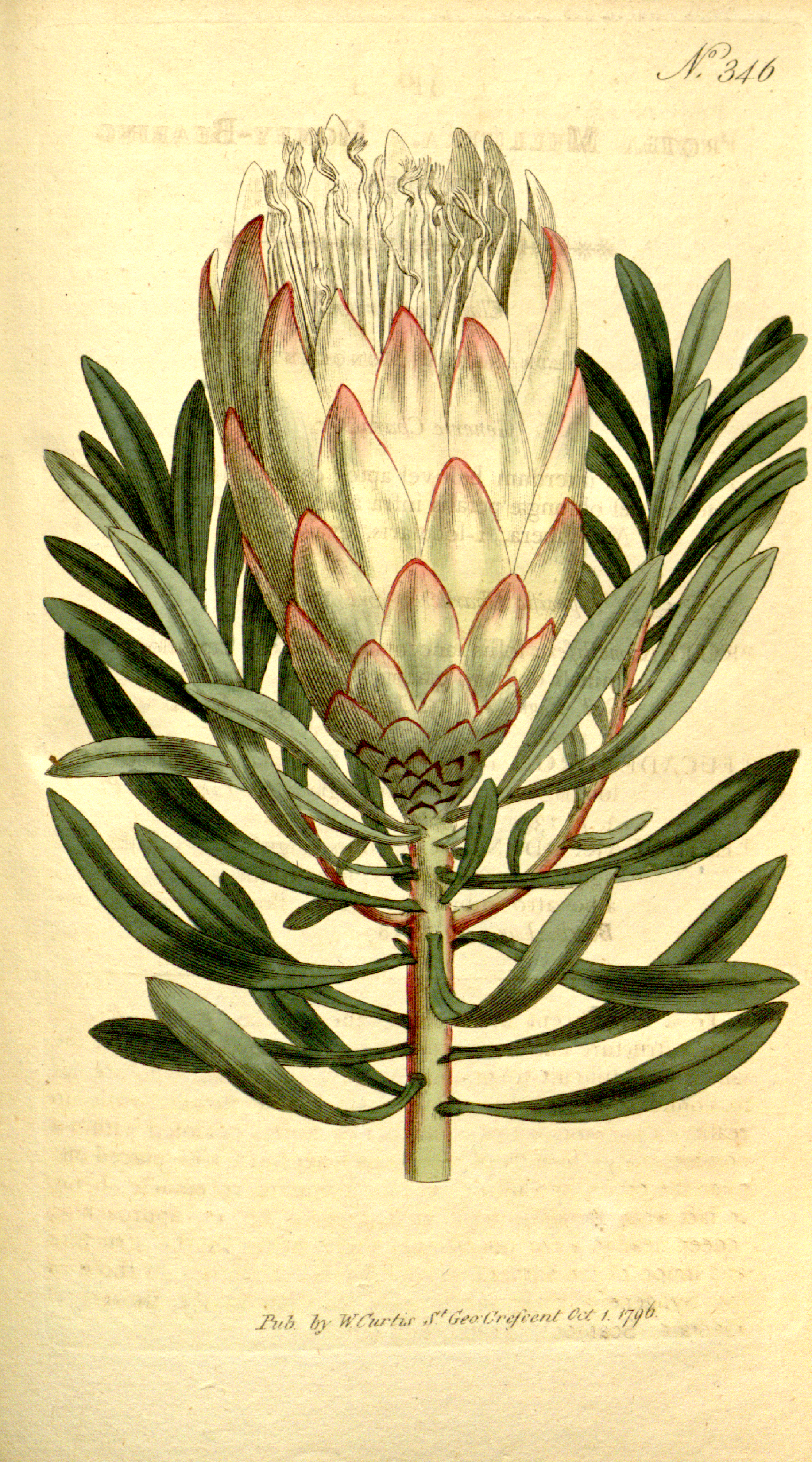
Zobrazení květenství

Protea repens je stálezelený keř, endemit rostoucí v jižní Africe, konkrétně v Jihoafrické republice v provinciích Západní a Východní Kapsko. Patří do rodu protea, jenž je s více než 100 druhy nedílnou součásti tamní specifické vegetační formace nazývané fynbos.
Vědecké jméno dal rostlině Carl Linné, jenž ji neviděl, ale popisoval podle náčrtu, který pořídil lékař a biolog Herman Boerhaave. Na obrázku byla rostlina zobrazena jen s velmi krátkým stonkem a Linné se domníval, že je to rostlina poléhavá nebo plazivá a dal ji jméno repens (česky plazivý). Rod Protea byl pro rozmanitost ve velikosti rostlin, barvě květů i způsobu růstu pojmenován podle řeckého boha Protea, proslulého mj. schopností měnit svou podobu.

## Ekologie
Roste zejména na půdách tvořených tvrdými, silně kyselými pískovci obsahujících jen minimum živin. Je tolerantní k širokému spektru půdy, od těžké jílovité až po hluboký písek, potřebuje však stanoviště s plným osluněním. Při déletrvajícím poklesu teploty pod -4 °C bývá vážně poškozená, byly vyšlechtěny chladu více odolné kultivary. Její stanoviště se většinou nacházejí v oblastech se suchým, teplým létem a studenou (krátkodobě až pod 0 °C), deštivou zimou. Vyskytuje se na rovinatých planinách i horských svazích, kde vystupuje až do nadmořské výšky 1500 m. Doba kvetení se liší podle místa výskytu, na západě je klima ovlivňováno studeným Benguelským proudem a na východě naopak teplým Agulhaským proudem. V zimě kvetou v západní části areálu a v létě ve východní, v dobách blízkých období dešťů. Mívají také rozdílnou barvu listenů, od bílé po tmavě červenou.
Vyrůstá v oblastech, kde se vyskytují rozlehlé požáry. V blízkosti obvykle roste trávovitá vegetace která usychá, je náchylná k šíření ohně a obvykle v intervalech deseti až třiceti let zahoří. Protea repens je, obdobně jako většina druhů rodu Protea, přizpůsobena k přežívání požárů tím, že produkuje semena více způsoby. Jedná část semen bývá po dozrání průběžně rozesetá do půdy kde čekají na vyklíčení, druhá část je uzavřena v suchých květenstvích rostlin, které je uvolní až rostliny uhynou stářím nebo shoří. Požáry se vyskytují v pozdním létě nebo na podzim před obdobím dešťů, které semenům a následným semenáčům poskytnou dostatek vláhy aby dorostly do velikosti, při které přežijí následující horké a suché léto. Spálením okolní bylinné hmoty se navíc obohatí chudá půda o potřebné živiny.

## Popis
Stálezelený, robustní keř se vzpřímenými větvemi rostoucími do výšky 2,5 až 4 m, ojediněle i 5 m, které vyrůstají z krátkého kmínku až 30 cm širokého. Lysé větve jsou porostlé střídavými, kožovitými listy, jejichž čepele bývají dlouhé 5 až 15 cm a široké 0,5 až 2 cm, čárkovité až obkopinaté, na bázi klínovité a na vrcholu okrouhlé, po obvodě jsou celokrajné a s téměř nerozlišitelnou svrchní a spodní stranou.
Na koncích větví vyrůstají podlouhlá až obkónická květenství velká 10 až 16 × 7 až 9 cm. Květenství je tvořeno nahuštěnými, poměrně drobnými, oboupohlavnými květy zvonkovitého tvaru s vysoko čnícími čnělkami. Květy jsou zvenčí chráněny víceřadým zákrovem s barevnými listeny, vnější jsou lepkavé, vejčité, špičaté a dlouhé 1 až 2 cm, vnitřní kopinaté, dlouhé 8 až 11 cm a jsou zbarveny zeleně, krémově, růžově až tmavě červeně. Květy mají nerozlišené okvětí tvořeno čtyřmi bílými lístky, tři jsou chlupaté a částečně srostlé, jeden je volný a lysý. Čtyři tyčinky nesoucí prašníky vespod přirůstají k okvětí. Pestík z jednoho plodolistu má svrchní semeník s jednou čnělku dlouhou 7 až 9 cm. Květy obsahují hodně nektaru a přitahují různé druhy hmyzu; opylovány jsou ale obvykle ptáky, nejčastěji dlouhoocasou cukernatkou kapskou (Promerops cafer) nebo různými strdimily (Nectarinidae). Květy také navštěvují mnozí brouci vrubouni a včely. Vůně květů není pro mnoho lidí libá.
Květ bývá otevřen po dobu šesti až osmi týdnů a vytvoří jediné semeno, drobnou chlupatou nažku, která v uzavřeném květenství ještě dozrává po dobu dalších sedmi měsíců. Některá květenství následně zralá semena uvolní a ta se větrem rozptýlí po okolí, většinou ale zůstávají květenství uzavřená a podržují si semena i po řadu let, často do doby až stářím uhynou nebo jsou spálena požárem. Mnoho semen bývá napadeno larvami různých druhů hmyzu, předpokládá se, že jen ve 20 % opylených květů se dochovají semena schopná reprodukce.

## Rozmnožování
Rostliny lze množit výsevem semen nebo řízkováním. Speciálně vypěstované hybridy nebo kultivary se pro zachování získaných vlastností množí výhradně řízky. Ty se řežou z polovyzrálého dřeva větví na délku 6 až 10 cm a sázejí do skleníků se spodním vytápěním a mlžením, po zakořenění se počátkem deštivého období vysazují na trvalé stanoviště. Starší rostliny špatně snáší přesazování a jakékoliv narušení kořenů. Semena se vysévají do připravené půdy před obdobím dešťů a vyklíčí asi za tři až čtyři týdny. Rostliny začínají kvést ve stáří čtyř až pěti let, dožívají se průměrně 30 roků. Větve s odkvetlými květenstvími se zkracují, aby se podpořil růst nových a tím i násada květenství.

## Význam
Protea repens patří k nejčastěji využívaným druhům v okrasném zahradnictví. Čerstvá květenství se používají jako řezané květiny a suchá pro suchou vazbu; dovážejí se i do České republiky. Tento druh byl jako prvý z rodu protea pěstován již roku 1774 v Královských botanických zahradách ve Velkém Londýně ve Velké Británii a v roce 1890 již byl žádanou ozdobou zahrad v Austrálii, na Novém Zélandu i ve spojených státech. Až do roku 1976 byl národní květinou Jihoafrické republiky. Pro domorodé obyvatelé jsou keře tradičním palivem pro otop i vaření. Z nektaru květů se varem získával hustý sirup užívaný k léčbě kašle a plicních neduhů.
Rostliny bývají během vlhkých a chladných letních měsíců napadány plísní Phytophthora camphora, která poškozuje kořeny a ty odumírají. Listy jsou kožovité a tvrdé, což je chrání před napadení hmyzem nebo býložravci.

## Galerie

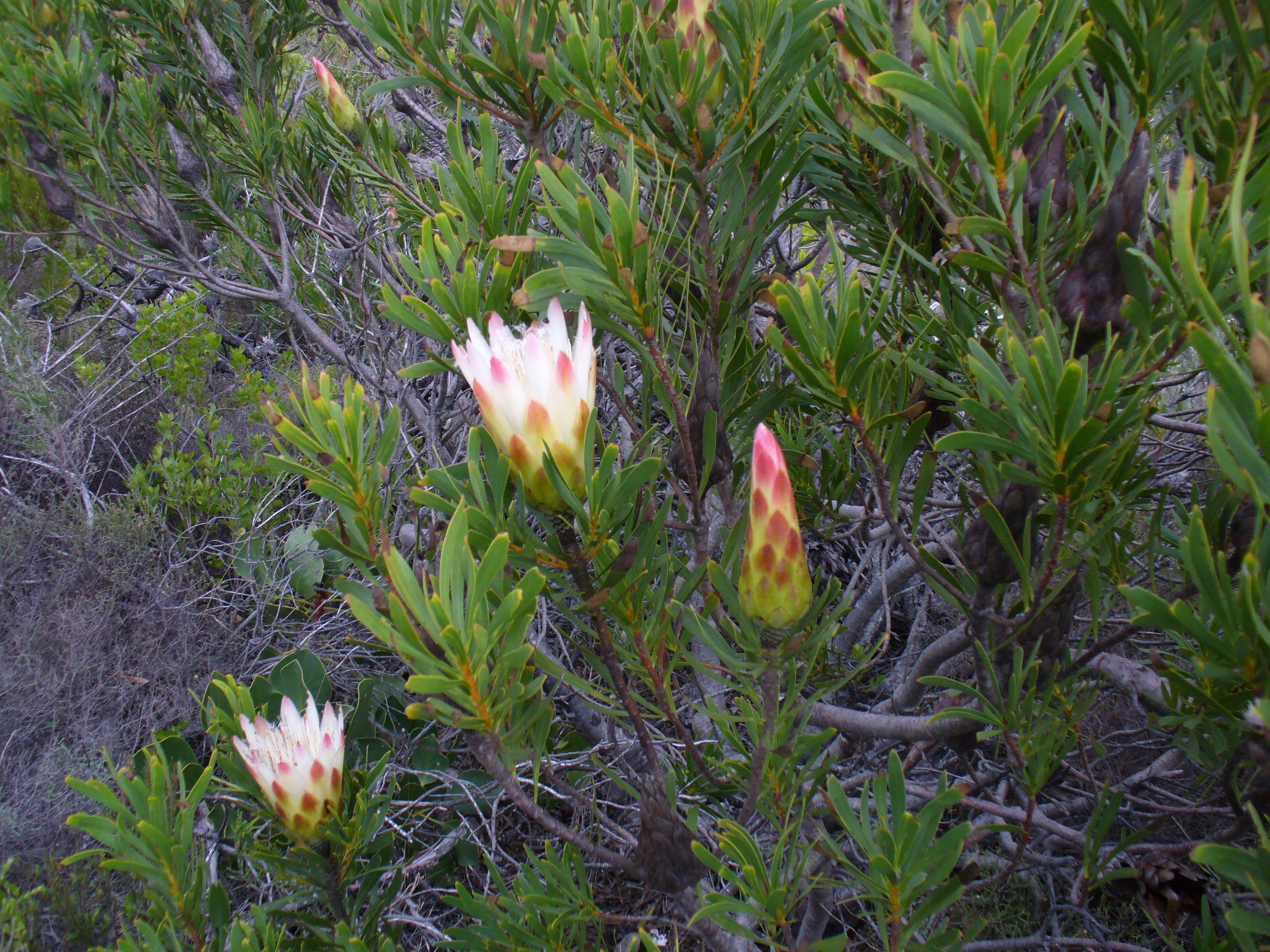
Starší porost
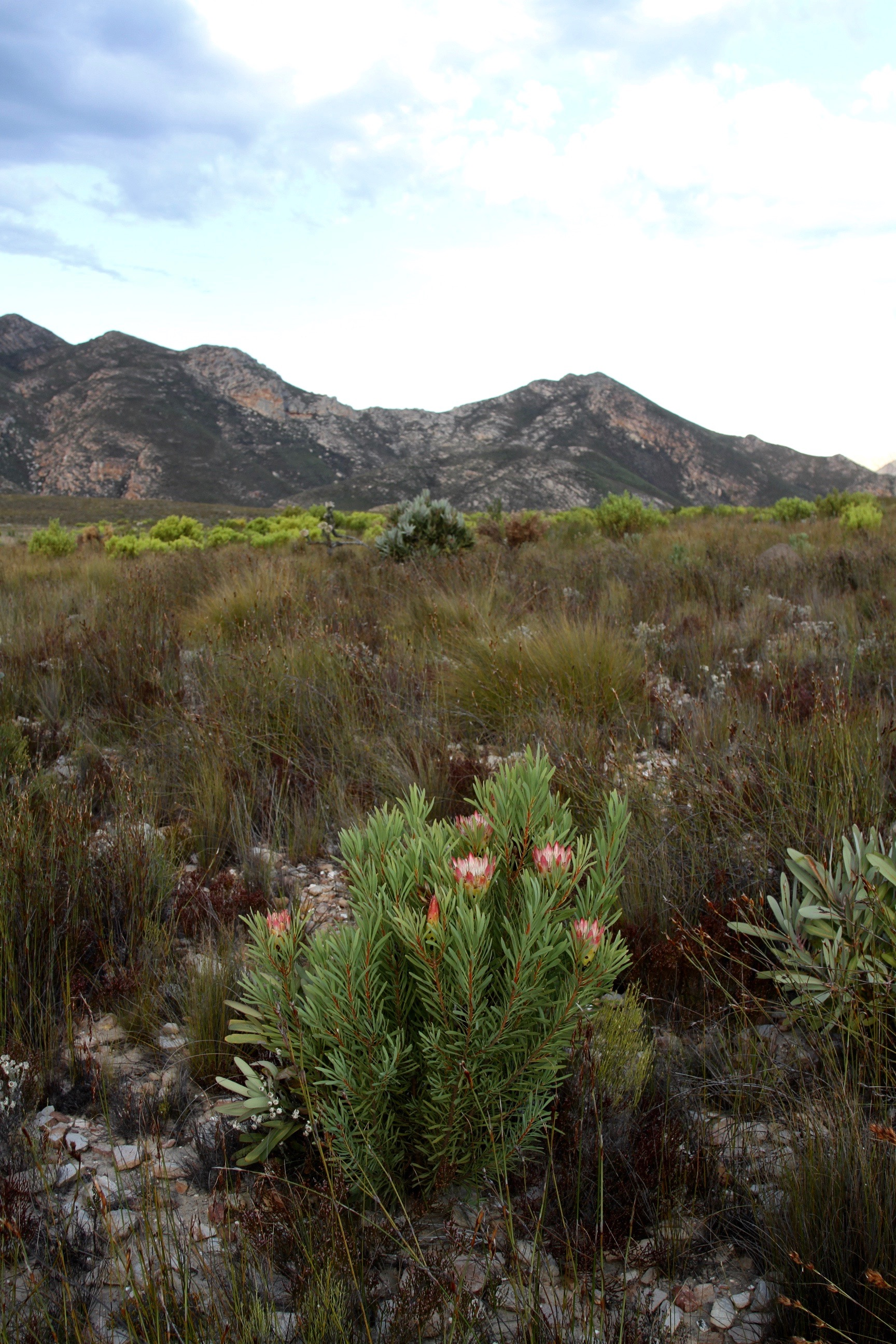
Obvyklá krajina
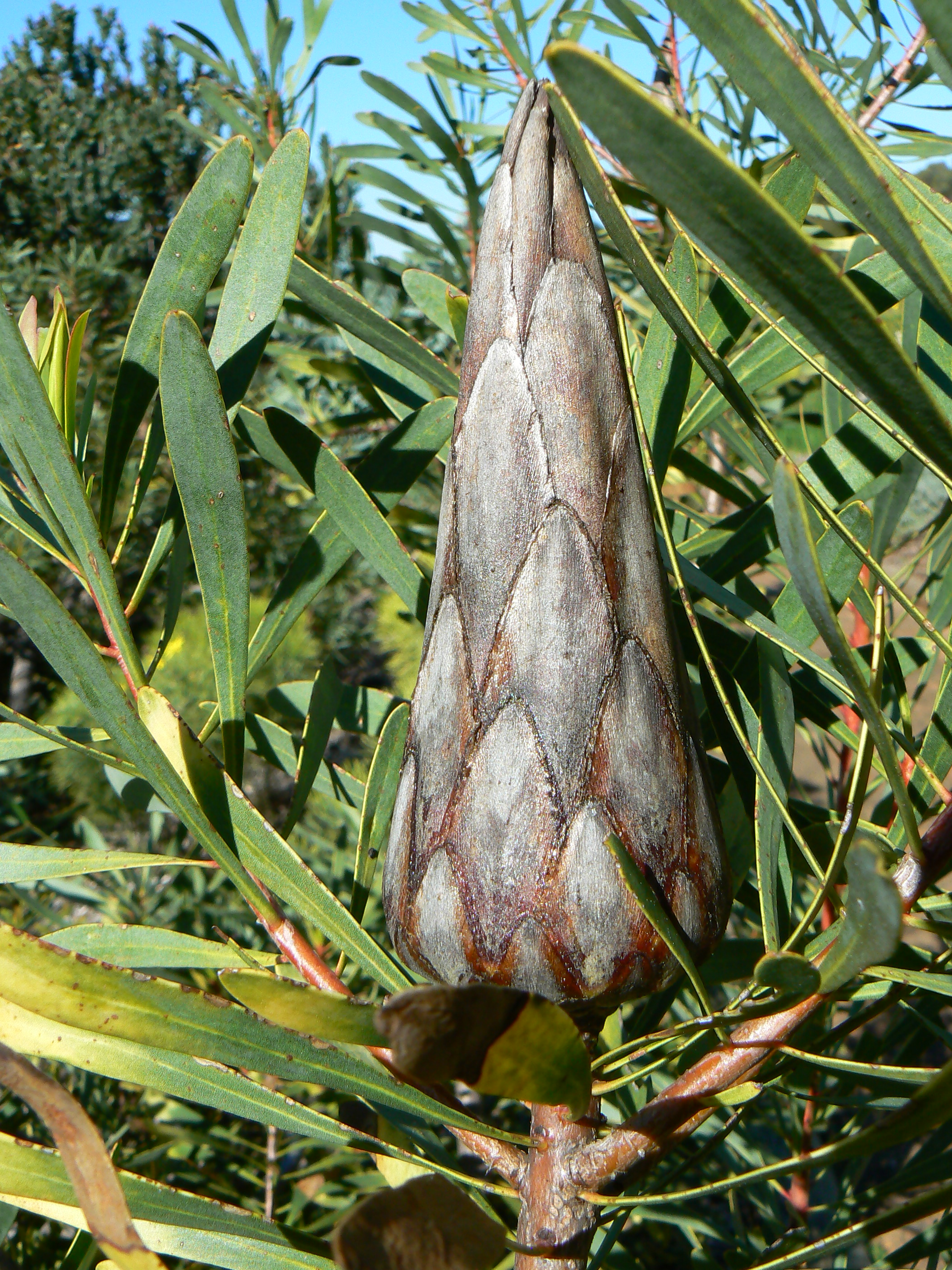
Pupen květenství
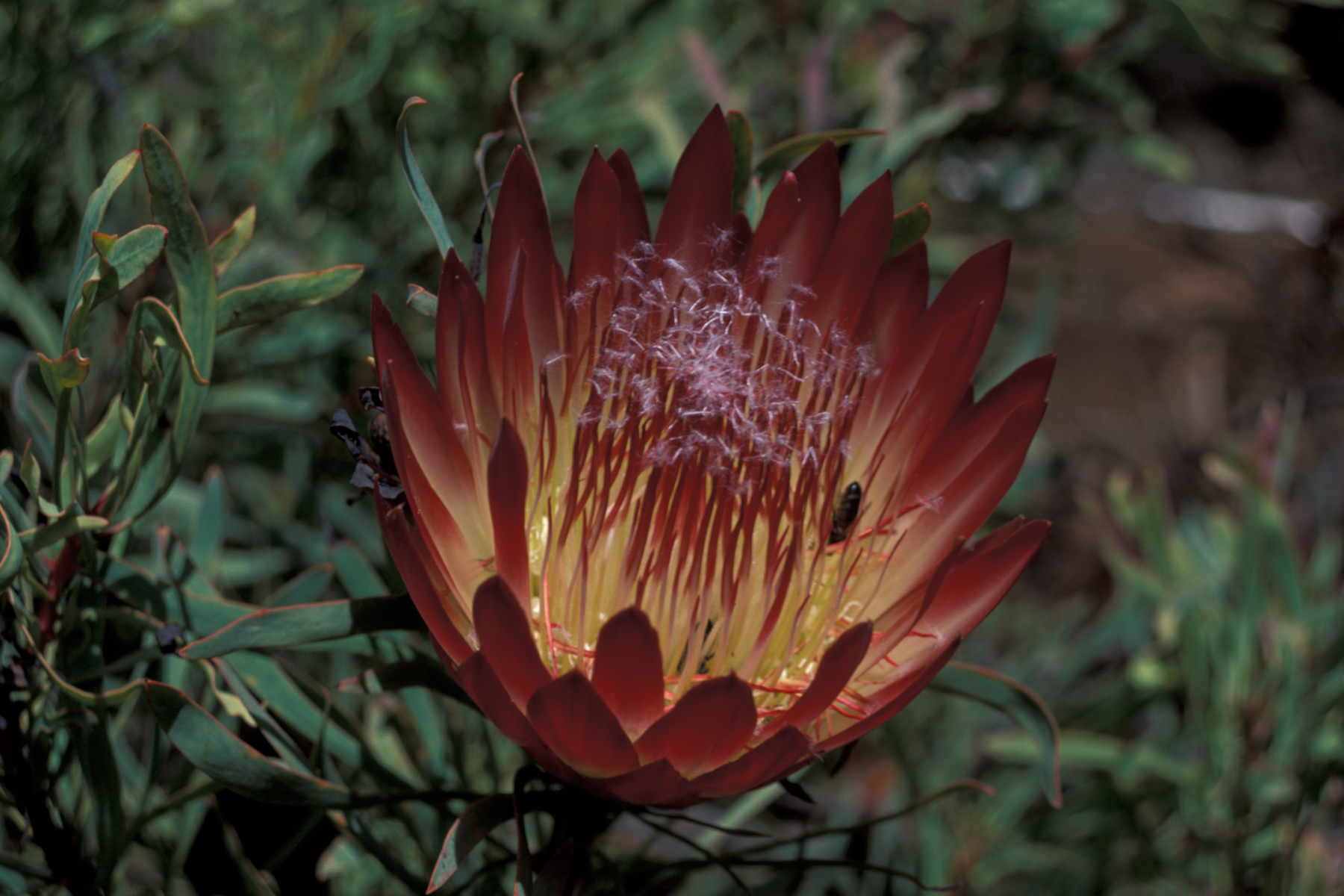
Květenství s netypickým zbarvením